# Natație la Jocurile Olimpice de vară din 2000

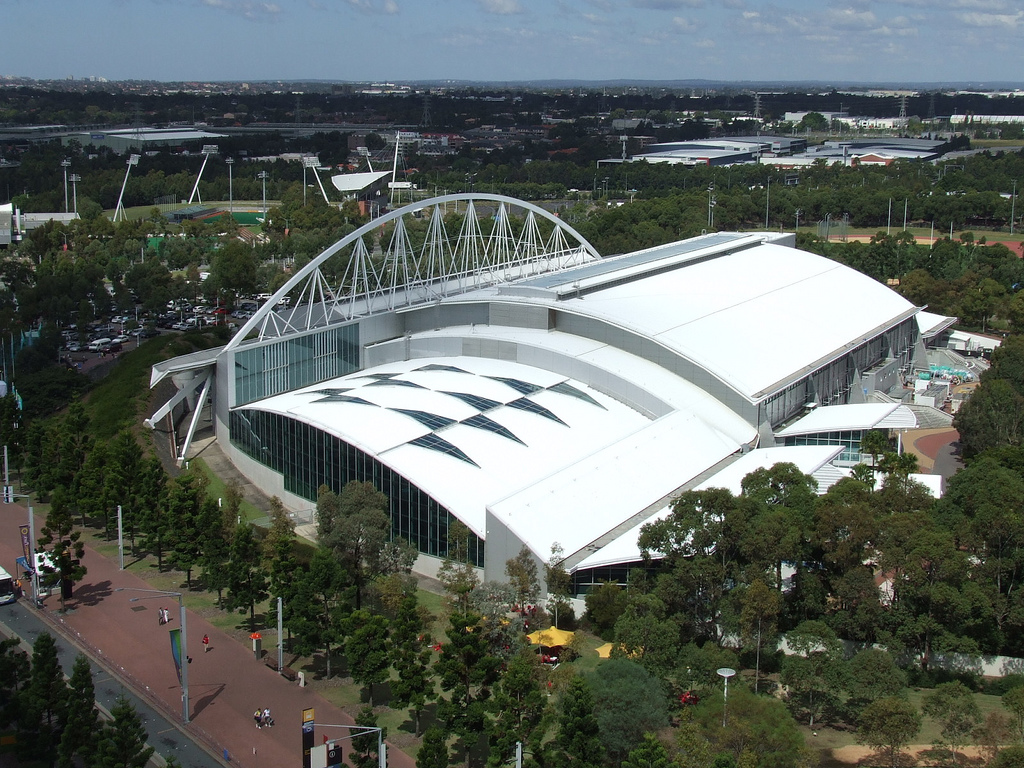
Centrul acvatic internațional

Probele sportive de natație la Jocurile Olimpice de vară din 2000 au avut loc între 16 și 23 septembrie 2000 la Centrul acvatic internațional din Sydney.

## Rezultate

### Masculin
| Probă sportivă               | Aur | Aur            | Argint | Argint     | Bronz | Bronz       |
| 50 m liber detalii           | Anthony Ervin (USA) Gary Hall Jr. (USA) | 21,98          | |            | Pieter van den Hoogenband (NED) | 22,03 RN    |
| 100 m liber detalii          | Pieter van den Hoogenband (NED) | 48,30          | Alexandr Popov (RUS) | 48,69      | Gary Hall Jr. (USA) | 48,73       |
| 200 m liber detalii          | Pieter van den Hoogenband (NED) | 1:45,35 RM     | Ian Thorpe (AUS) | 1:45,83    | Massimiliano Rosolino (ITA) | 1:46,65     |
| 400 m liber detalii          | Ian Thorpe (AUS) | 3:40,59 RM     | Massimiliano Rosolino (ITA) | 3:43,40 RE | Klete Keller (USA) | 3:47,00 AM  |
| 1500 m liber detalii         | Grant Hackett (AUS) | 14:48,33       | Kieren Perkins (AUS) | 14:53,59   | Chris Thompson (USA) | 14:56,81 AM |
|                              | |                | |            | |             |
| 100 m spate detalii          | Lenny Krayzelburg (USA) | 53,72 RO       | Matt Welsh (AUS) | 54,07 OC   | Stev Theloke (GER) | 54,82 RN    |
| 200 m spate detalii          | Lenny Krayzelburg (USA) | 1:56,76 RO     | Aaron Peirsol (USA) | 1:57,35    | Matt Welsh (AUS) | 1:57,59 OC  |
|                              | |                | |            | |             |
| 100 m bras detalii           | Domenico Fioravanti (ITA) | 1:00,46 RO     | Ed Moses (USA) | 1:00,73 AM | Roman Sloudnov (RUS) | 1:00,91     |
| 200 m bras detalii           | Domenico Fioravanti (ITA) | 2:10,87 RE     | Terence Parkin (RSA) | 2:12,50 RA | Davide Rummolo (ITA) | 2:12,73     |
|                              | |                | |            | |             |
| 100 m fluture detalii        | Lars Frölander (SWE) | 52,00 RE       | Michael Klim (AUS) | 52,18      | Geoff Huegill (AUS) | 52,22       |
| 200 m fluture detalii        | Tom Malchow (USA) | 1:55,35 RO     | Denîs Sîlantiev (UKR) | 1:55,76 RN | Justin Norris (AUS) | 1:56,17 OC  |
|                              | |                | |            | |             |
| 200 m mixt detalii           | Massimiliano Rosolino (ITA) | 1:58,98 RO, RN | Tom Dolan (USA) | 1:59,77 AM | Tom Wilkens (USA) | 2:00,87     |
| 400 m mixt detalii           | Tom Dolan (USA) | 4:11,76 RM     | Erik Vendt (USA) | 4:14,23    | Curtis Myden (CAN) | 4:15,33 RN  |
|                              | |                | |            | |             |
| 4x100 m liber detalii        | Australia (AUS) · Michael Klim (48,18) RM · Chris Fydler (48,48) · Ashley Callus (48,71) · Ian Thorpe (48,30) · Todd Pearson* · Adam Pine*                                  | 3:13,67 RM     | Statele Unite ale Americii (USA) · Anthony Ervin (48,89) · Neil Walker (48,31) · Jason Lezak (48,42) · Gary Hall Jr. (48,24) · Scott Tucker* · Josh Davis*                | 3:13,86 AM | Brazilia (BRA) · Fernando Scherer (49,79) · Gustavo Borges (48,61) · Carlos Jayme (49,88) · Edvaldo Valério (49,12)                                        | 3:17,40     |
| 4x200 m liber detalii        | Australia (AUS) · Ian Thorpe (1:46,03) · Michael Klim (1:46,40) · Todd Pearson (1:47,36) · Bill Kirby (1:47,26) · Grant Hackett* · Daniel Kowalski*                         | 7:07,05 RM     | Statele Unite ale Americii (USA) · Scott Goldblatt (1:49,66) · Josh Davis (1:46,49) · Jamie Rauch (1:48,74) · Klete Keller (1:47,75) · Nate Dusing* · Chad Carvin*        | 7:12,64    | Olanda (NED) · Martijn Zuijdweg (1:49,89) · Johan Kenkhuis (1:49,37) · Marcel Wouda (1:48,56) · Pieter van den Hoogenband (1:44,88) · Mark van der Zijden* | 7:12,70 RN  |
| 4x100 m mixt ștafetă detalii | Statele Unite ale Americii (USA) · Lenny Krayzelburg (53,87) · Ed Moses (59,84) · Ian Crocker (52,10) · Gary Hall Jr. (47,92) · Neil Walker* · Tommy Hannan* · Jason Lezak* | 3:33,73 RM     | Australia (AUS) · Matt Welsh (54,29) · Regan Harrison (1:01,48) · Geoff Huegill (51,33) · Michael Klim (48,17) · Josh Watson* · Ryan Mitchell* · Adam Pine* · Ian Thorpe* | 3:35,27 OC | Germania (GER) · Stev Theloke (55,07) · Jens Kruppa (1:00,52) · Thomas Rupprath (52,14) · Torsten Spanneberg (48,15)                                       | 3:35,88 RE  |

*Sportivul a participat doar la calificări, dar a primit o medalie.

### Feminin
| Probă sportivă               | Aur | Aur            | Argint | Argint     | Bronz | Bronz      |
| 50 m liber detalii           | Inge de Bruijn (NED) | 24,32          | Therese Alshammar (SWE) | 24,51      | Dara Torres (USA) | 24,63 AM   |
| 100 m liber detalii          | Inge de Bruijn (NED) | 53,83          | Therese Alshammar (SWE) | 54,33 RN   | Dara Torres (USA) Jenny Thompson (USA) | 54,43      |
| 200 m liber detalii          | Susie O'Neill (AUS) | 1:58,24        | Martina Moravcová (SVK) | 1:58,32 RN | Claudia Poll (CRC) | 1:58,81    |
| 400 m liber detalii          | Brooke Bennett (USA) | 4:05,80        | Diana Munz (USA) | 4:07,07    | Claudia Poll (CRC) | 4:07,83    |
| 800 m liber detalii          | Brooke Bennett (USA) | 8:19,67 RO     | Iana Klocikova (UKR) | 8:22,66 RN | Kaitlin Sandeno (USA) | 8:24,29    |
|                              | |                | |            | |            |
| 100 m spate detalii          | Diana Mocanu (ROM) | 1:00,21 RO, RN | Mai Nakamura (JPN) | 1:00,55 RN | Nina Zhivanevskaya (ESP) | 1:00,89 RN |
| 200 m spate detalii          | Diana Mocanu (ROM) | 2:08,16 RN     | Roxana Maracineanu (FRA) | 2:10,25 RN | Miki Nakao (JPN) | 2:11,05    |
|                              | |                | |            | |            |
| 100 m bras detalii           | Megan Quann (USA) | 1:07,05 AM     | Leisel Jones (AUS) | 1:07,49 OC | Penny Heyns (RSA) | 1:07,55    |
| 200 m bras detalii           | Ágnes Kovács (HUN) | 2:24,35        | Kristy Kowal (USA) | 2:24,56 AM | Amanda Beard (USA) | 2:25,35    |
|                              | |                | |            | |            |
| 100 m fluture detalii        | Inge de Bruijn (NED) | 56,61 RM       | Martina Moravcová (SVK) | 57,97 RN   | Dara Torres (USA) | 58,20      |
| 200 m fluture detalii        | Susie O'Neill (AUS) | 2:06,58        | Petria Thomas (AUS) | 2:07,12    | |            |
|                              | |                | |            | |            |
| 200 m mixt detalii           | Iana Klocikova (UKR) | 2:10,68 RO, RE | Beatrice Câșlaru (ROM) | 2:12,57 RN | Cristina Teuscher (USA) | 2:13,32    |
| 400 m mixt detalii           | Iana Klocikova (UKR) | 4:33,59 RM     | Yasuko Tajima (JPN) | 4:35,96 RN | Beatrice Câșlaru (ROM) | 4:37,18 RN |
|                              | |                | |            | |            |
| 4x100 m liber detalii        | Statele Unite ale Americii (USA) · Amy Van Dyken (55,08) · Dara Torres (53,51) · Courtney Shealy (54,40) · Jenny Thompson (53,62) · Erin Phenix* · Ashley Tappin*                                           | 3:36,61 RM     | Olanda (NED) · Manon van Rooijen (56,35) · Wilma van Hofwegen (55,19) · Thamar Henneken (54,88) · Inge de Bruijn (53,41) · Chantal Groot*                      | 3:39,83 RE | Suedia (SWE) · Louise Jöhncke (55,93) · Therese Alshammar (53,78) · Johanna Sjöberg (55,06) · Anna-Karin Kammerling (55,53) · Josefin Lillhage* · Malin Svahnström* | 3:40,30 RN |
| 4x200 m liber detalii        | Statele Unite ale Americii (USA) · Samantha Arsenault (1:59,92) · Diana Munz (1:59,19) · Lindsay Benko (1:59,34) · Jenny Thompson (1:59,35) · Julia Stowers* · Kim Black*                                   | 7:57,80 RO     | Australia (AUS) · Susie O'Neill (1:58,70) · Giaan Rooney (1:59,37) · Kirsten Thomson (2:00,13) · Petria Thomas (2:00,32) · Jacinta van Lint* · Elka Graham*    | 7:58,52 OC | Germania (GER) · Franziska van Almsick · Antje Buschschulte · Sara Harstick · Kerstin Kielgass · Meike Freitag* · Britta Steffen*                                   | 7:58,64    |
| 4x100 m mixt ștafetă detalii | Statele Unite ale Americii (USA) · Barbara Bedford (1:01,39) · Megan Quann (1:06,29) · Jenny Thompson (57,25) · Dara Torres (53,37) · Courtney Shealy* · Ashley Tappin* · Amy Van Dyken* · Staciana Stitts* | 3:58,30 RM     | Australia (AUS) · Dyana Calub (1:01,83) · Leisel Jones (1:08,08) · Petria Thomas (57,39) · Susie O'Neill (54,29) · Giaan Rooney* · Tarnee White* · Sarah Ryan* | 4:01,59 OC | Japonia (JPN) · Masami Tanaka (1:02,08) · Sumika Minamoto (1:08,65) · Mai Nakamura (58,72) · Junko Onishi (54,71)                                                   | 4:04,16 RN |

* Sportiva a participat doar la calificări, dar a primit o medalie.

## Clasament pe medalii
| Loc   | Țară                       | Aur | Argint | Bronz | Total |
| ----- | -------------------------- | --- | ------ | ----- | ----- |
| 1     | Statele Unite ale Americii | 14  | 8      | 10    | 32    |
| 2     | Australia                  | 5   | 9      | 4     | 18    |
| 3     | Olanda                     | 5   | 1      | 2     | 8     |
| 4     | Italia                     | 3   | 1      | 2     | 6     |
| 5     | Ucraina                    | 2   | 2      | 0     | 4     |
| 6     | România                    | 2   | 1      | 1     | 4     |
| 7     | Suedia                     | 1   | 2      | 1     | 4     |
| 8     | Ungaria                    | 1   | 0      | 0     | 1     |
| 9     | Japonia                    | 0   | 2      | 2     | 4     |
| 10    | Slovacia                   | 0   | 2      | 0     | 2     |
| 11    | Rusia                      | 0   | 1      | 1     | 2     |
| 11    | Africa de Sud              | 0   | 1      | 1     | 2     |
| 13    | Franța                     | 0   | 1      | 0     | 1     |
| 14    | Germania                   | 0   | 0      | 3     | 3     |
| 15    | Costa Rica                 | 0   | 0      | 2     | 2     |
| 16    | Brazilia                   | 0   | 0      | 1     | 1     |
| 16    | Canada                     | 0   | 0      | 1     | 1     |
| 16    | Spania                     | 0   | 0      | 1     | 1     |
| Total | Total                      | 33  | 31     | 33    | 97    |